# Zachodnia synagoga w Lubaczowie
Zachodnia synagoga w Lubaczowie, dla odróżnienia od wschodniej synagogi, z którą dzieliła budynek, to Bet midrasz, który istniał już w 1871 r. Mieściła się na północ od miejskiego rynku. Przetrwała wielki pożar miasta w 1899 r.